# Pedro Manfredini
Pedro Waldemar Manfredini (7. září 1935, Maipú, Argentina - 21. leden 2019, Řím, Itálie) byl argentinský fotbalový útočník. Devět let hrál v italské lize. S národním týmem Argentiny vyhrál Copu América 1960.

## Statistika v Itálii
| Sezóna            | Klub              | Liga              | Liga   | Liga | Ligové poháry | Ligové poháry | Ligové poháry | Kontinentální poháry | Kontinentální poháry | Kontinentální poháry | Celkem | Celkem |
| Sezóna            | Klub              | Soutěž            | Zápasy | Góly | Soutěž        | Zápasy        | Góly          | Soutěž               | Zápasy               | Góly                 | Zápasy | Góly   |
| ----------------- | ----------------- | ----------------- | ------ | ---- | ------------- | ------------- | ------------- | -------------------- | -------------------- | -------------------- | ------ | ------ |
| 1959/60           | Řím               | Serie A           | 24     | 16   | IP            | 2             | 1             | -                    | 0                    | 0                    | 26     | 17     |
| 1960/61           | Řím               | Serie A           | 31     | 20   | IP            | 3             | 2             | VP                   | 8                    | 12                   | 42     | 34     |
| 1961/62           | Řím               | Serie A           | 22     | 14   | IP            | 2             | 0             | VP                   | 1                    | 0                    | 25     | 14     |
| 1962/63           | Řím               | Serie A           | 25     | 19   | IP            | 2             | 0             | VP                   | 7                    | 5                    | 34     | 24     |
| 1963/64           | Řím               | Serie A           | 15     | 5    | IP            | 4             | 3             | VP                   | 3                    | 0                    | 22     | 8      |
| 1964/65           | Řím               | Serie A           | 13     | 3    | IP            | 1             | 1             | VP                   | 1                    | 0                    | 15     | 4      |
| Celkem za Řím     | Celkem za Řím     | Celkem za Řím     | 130    | 77   | -             | 14            | 7             | -                    | 20                   | 17                   | 164    | 101    |
| 1965/66           | Brescia           | Serie A           | 8      | 1    | IP            | 0             | 0             | -                    | 0                    | 0                    | 8      | 1      |
| 1966/67           | Benátky           | Serie A           | 14     | 3    | IP            | 1             | 0             | -                    | 0                    | 0                    | 15     | 3      |
| 1967/68           | Benátky           | Serie B           | 9+4    | 1+1  | IP            | 0             | 0             | -                    | 0                    | 0                    | 13     | 2      |
| Celkem za Benátky | Celkem za Benátky | Celkem za Benátky | 27     | 5    | -             | 1             | 0             | -                    | 0                    | 0                    | 28     | 5      |
| Celkově           | Celkově           | Celkově           | 165    | 83   | -             | 15            | 7             | -                    | 20                   | 7                    | 200    | 97     |

## Úspěchy

### Klubové

#### Národní
- vítěz argentinské ligy (1x)

Racing Club: 1958
- vítěz italského poháru (1x)

Řím: 1967/68

#### Kontinentální
- vítěz veletrřního poháru (1x)

Řím: 1960/61

### Reprezentační
- 1× na CA (1959 – zlato)

### Individuální
- 1x nejlepší střelec italské ligy  (1962/63 (19 branek)[2]
- 1× nejlepší střelec italského poháru (1963/64 (4 branky)
- 2× nejlepší střelec veletržního poháru (1960/61 (12 branek), 1962/63 (6 branek)[3]),